# Ланковське родовище бурого вугілля
Ланковське родовище бурого вугілля — родовище бурого вугілля з запасами близько 1 млрд тонн, розташоване в центральній частині Ланковської западини, на півдні Магаданської області. В даний час родовище не використовується.

## Характеристика
Площа родовища близько 40 км², розвідано середньо за запасами. Складається з 6-13 складних пластів потужністю від 2 до 32,6 м. На всій площі родовища поширений пласт потужний (14-32,6 м), в якому зосереджені основні буровугільні запаси родовища.
Пласти вугілля полого залягають в мерзлих породах і придатні для кар'єрної розробки.
- Вологість вугілля — 41÷54 %.
- Зольність — 10÷27 %.
- Вміст сірки — до 0,5 %.
- Вихід летких речовин — 55÷61 %.
- Теплота згоряння горючої маси — 25000÷26000 кДж/кг.